# Lagorce, Gironde
Lagorce är en kommun i departementet Gironde i regionen Nouvelle-Aquitaine i sydvästra Frankrike. Kommunen ligger i kantonen Guîtres som tillhör arrondissementet Libourne. År 2022 hade Lagorce 1 591 invånare.

## Befolkningsutveckling
Antalet invånare i kommunen Lagorce
Referens:INSEE